# ماژول چند-تراشه‌ای

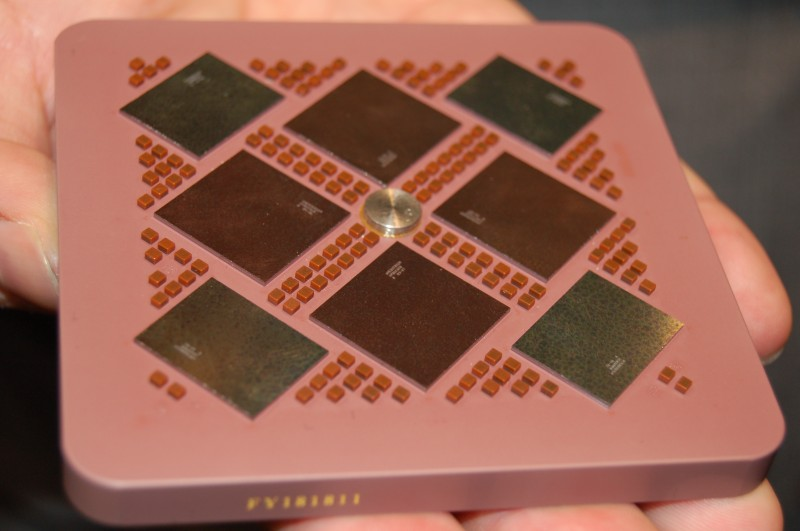
یک ماژول چند-تراشه‌ای سرامیکی حاوی چهار دای پردازشگر پاور۵ (در مرکز) و چهار دای ۳۶ مگابایتی حافظه کش L3 (پیرامونی).

ماژول چند-تراشه‌ای (MCM) (به انگلیسی: multi-chip module) به‌طور کلی یک مونتاژ الکترونیکی (مانند یک بسته با تعدادی از پایانه رسانا یا «پایه‌ها») است که در آن چند مدار یکپارچه (آی‌سی‌ها یا "تراشه")، نیم‌رسانا دای و/یا سایر اجزای گسسته یکپارچه شده‌اند، معمولاً بر روی یک زیرلایه یکدست، به طوری که در هنگام استفاده می‌توان آن را مانند یک IC بزرگتر در نظر گرفت. اصطلاحات دیگر برای بسته‌بندی MCM عبارتند از «ادغام ناهمگن» یا «مدار مجتمع هایبرید». مزیت استفاده از بسته‌بندی MCM این است که به تولیدکننده اجازه می‌دهد تا از مولفه‌های متعدد برای پودمانگی و/یا بهبود عملکرد نسبت به رویکرد آی‌سی یکپارچه معمولی استفاده کند.

## بررسی اجمالی
ماژول‌های چند تراشه ای بسته به پیچیدگی و نگرش توسعه طراحانشان به اشکال مختلفی عرضه می‌شوند. اینها می‌توانند از استفاده از آی سی‌های از پیش بسته‌بندی شده روی یک برد مدار چاپی کوچک (PCB) به منظور تقلید از طرح‌پایه (به انگلیسی: footprint) بسته از یک بسته تراشه موجود تا بسته‌های تراشه کاملاً سفارشی که تعداد زیادی از دای‌های تراشه را روی یک زیرلایه میان‌هابِندش (به انگلیسی: interconnection) با چگالی بالا (HDI) یکپارچه‌سازی می‌کنند، متغیر باشد. زیرلایه MCM مونتاژشده نهایی ممکن است به یکی از روش‌های زیر انجام شود:
- این بستر یک برد مدار چاپی چندلایه (PCB) است، مانند مواردی که در پردازنده‌های AMD زِن ۲ استفاده می‌شود.
- زیرلایه بر روی سرامیک ساخته شده‌است، مانند سرامیک هم‌پخت با حرارت پایین
- ICها با استفاده از فناوری لایه نازک بر روی زیرلایه پایه لایه‌نشانی می‌شوند.

آی سی‌هایی که بسته MCM را تشکیل می‌دهند ممکن است:
- آی سی‌هایی که می‌توانند بیشتر، اگر نگوییم همه عملکردهای یک جزء کامپیوتر مانند CPU را انجام دهند. نمونه‌هایی از این موارد شامل پیاده‌سازی پاور۵ اینتل و کُور ۲ کواد اینتل است. چندین کپی از یک آی‌سی برای ساخت محصول نهایی استفاده می‌شود. در مورد پاور۵، چندین پردازنده پاور۵ و حافظه روی-دای (به انگلیسی: off-die) L3 مرتبط با آنها برای ساخت بسته نهایی استفاده می‌شود. با کُور ۲ کواد، عملاً دو دای کُور ۲ دِیو باهم بسته‌بندی شدند.
- آی سی‌هایی که فقط برخی از عملکردها یا «بلوک‌های خاصیت منطقی» یک جزء در رایانه را انجام می‌دهند. اینها به عنوان چیپلت شناخته می‌شوند.[۳][۴] نمونه ای از این ICهای پردازشی و آی سی ورودی/خروجی پردازنده‌های مبتنی بر زن ۲ ای‌ام‌دی هستند.

## ام‌سی‌ام پشته تراشه

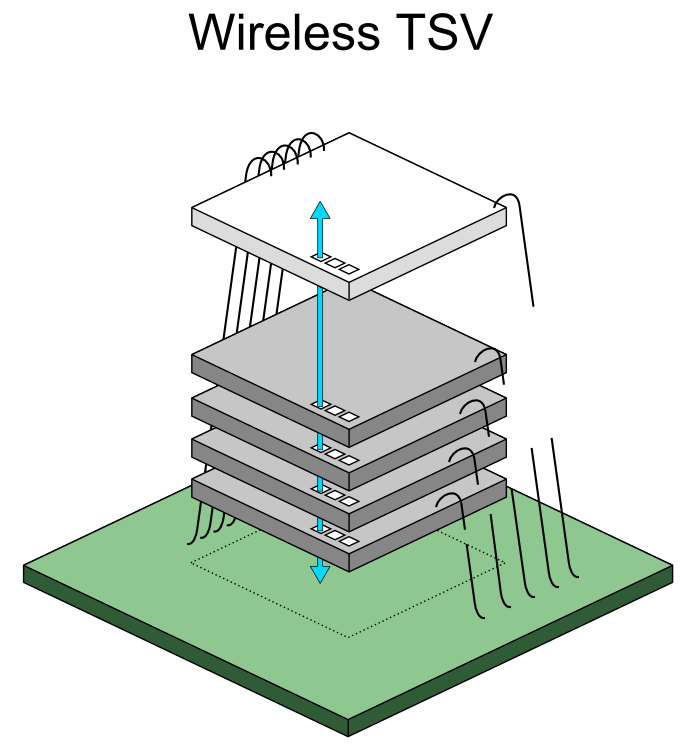
NoC بی‌سیم در مدار مجتمع سه بُعدی

یک پیشرفت نسبتاً جدید در فناوری MCM  به اصطلاح بسته «پشته-تراشه‌» است. برخی از آی سی‌ها، به ویژه حافظه‌ها، هنگامی که چندین بار در سیستم‌ها استفاده می‌شوند، دارای پایه‌های بسیار مشابه یا یکسان هستند. یک زیرلایه با طراحی دقیق می‌تواند به این دای‌ها اجازه دهد تا در یک پیکربندی عمودی روی هم چیده شوند و ردپایه (به انگلیسی: footprint) ام‌سی‌ام حاصل را بسیار کوچک‌تر کند (البته به قیمت یک تراشه ضخیم‌تر یا بلندتر). از آنجایی که مساحت اغلب بیشتر در طرح‌های الکترونیکی مینیاتوری برتر است، پشته-تراشه یک گزینه جذاب در بسیاری از کاربردها مانند تلفن‌های همراه و دستیارهای دیجیتال شخصی (PDA) است. با استفاده از یک مدار مجتمع سه بعدی و یک فرایند نازک‌سازی، می‌توان ده دای را روی هم قرار داد تا یک کارت حافظه SD با ظرفیت بالا ایجاد شود. این تکنیک همچنین می‌تواند برای حافظه با پهنای‌باند بالا استفاده شود.
راه ممکن برای افزایش عملکرد انتقال داده در پشته-تراشه استفاده از شبکه‌های درون تراشه بی‌سیم (WiNoC) است.